# ペンション・恋は桃色
『ペンション・恋は桃色』（ペンション こいはももいろ）は、フジテレビ系深夜レーベル「フジテレビからの!」にて「5週連続特別ドラマ」として2020年1月17日（16日深夜）から2月14日（13日深夜）まで金曜日の1時25分から1時55分に放送された日本のテレビドラマ。全5回。寂れたペンションを舞台に、時代に合わせて器用に生きられない登場人物たちが繰り広げる人情ドラマ。リリー・フランキーと斎藤工のダブル主演。タイトルは細野晴臣の1973年の楽曲で本作主題歌の「恋は桃色」から。
シーズン2の全5話が2024年1月19日からFODにて独占配信されている。また、同年2月9日（8日深夜）からフジテレビ（関東ローカル）にて地上波放送された。
シーズン3の全5話が2025年1月10日から順次FODにて配信されている。また、同年1月30日（29日深夜）からフジテレビ（関東ローカル）にて地上波放送された。

## 製作
監督をはじめとしてミュージックビデオなど異ジャンルの作品を手掛けドラマの撮影が初めてのスタッフにより、「いきなりテープが切れた」ようにバッサリとCMに移行する斬新な編集などプロの決まりごとにとらわれることなく、映画研究会のようなサークル感覚で製作が行われた。
時間も予算も限られる中で撮影は山中湖のペンションに4日間宿泊し別の撮影のペンションを使用して行われ、台本に「フリートーク」と指定された箇所以外にもアドリブが多く採用されるなど、ペンションでの共同生活も物語に投影されている。斎藤が『王様のブランチ』（TBS）の「買い物の達人」コーナーで入手して練習用にと持参したドローンにより撮影された空撮映像が本編中に用いられている。

## あらすじ
東京の郊外の外れで娘のハルとともにペンション「恋は桃色」を営むシロウは、ペンション前の道路でバイト先の先輩と口論していたヨシオに声をかけ、やがてヨシオは住み込みで働き始める。
ある日交際相手の浮気が発覚してペンションにやってきた若い女性客・カズハが「シロウと付き合いたい」と言い出す。

## 登場人物

### 主要人物
シロウ
演 - リリー・フランキー
ペンション「恋は桃色」の経営者。テキトー中年男で、妻に逃げられた過去を持つ。東京郊外でペンション「恋は桃色」を営んでいる。仕事は殆どせず、主に客と話している。惚れっぽいがすぐに振られる。
ヨシオ
演 - 斎藤工
ワケあり青年。イケメンだが、人付き合いが苦手。ふとしたきっかけで「恋は桃色」で働くことになる。
ハル
演 - 伊藤沙莉
シロウの娘。不自由な足でペンションの仕事をテキパキこなす。シロウが仕事をしないので、実質的なペンション業務は一人でやっている。

### その他
男
演 - 大水洋介（ラバーガール）
いつもペンションのテーブルに座って一人でパソコンを見ている。
ヨシオ友人
演 - JOY
ヨシオの飲み仲間。
キヨシ
演 - 細野晴臣
シロウの父。施設に入居し、シロウの行く末を案じている。

### ゲスト（シーズン1）
カズハ
演 - 筧美和子
ペンションの宿泊客。同棲中の交際相手の浮気が発覚してペンションにやってくる。シロウと付き合い始める。
マサト
演 - SWAY
カズハの交際相手。カズハを追いかけてペンションにやってくる。
マキ
演 - 三倉茉奈
キヨシが入居する施設の職員。既婚者と付き合っている。シロウと付き合い始めるが、その矢先に不倫相手が離婚した事を知る。
モリオ
演 - つぶやきシロー
キヨシが入居する施設の職員。
ヨシオ友人
演 - 石田たくみ（カミナリ）
ヨシオの飲み仲間。
ヨシオ後輩
演 - 安藤ニコ
ヨシオの飲み仲間。
白石和彌
演 - 白石和彌（友情出演）
本人役。
ヨシオの父
演 - 堀内正美
会社を経営している。
ヨシオの母
演 - 松永麻里
ヨシオを連れ戻しに夫と共に「恋は桃色」にやって来る。

### ゲスト（シーズン2）
ヒカリ
演 - 山口智子
シロウのはとこ。4年に一度、夏に東京から「恋は桃色」にやって来る。
サエキ
演 - 関智一
昔ヒットを飛ばした歌手。新曲の締め切りが迫っており、「恋は桃色」に逃げてくる。
クドウ
演 - 剛力彩芽
サエキのマネージャー。締め切りのあるサエキを連れ戻しに「恋は桃色」にやって来る。シロウと付き合い始めるが、実はずっとサエキを慕っている。
ヨシオ友人
演 - 益子卓郎（U字工事）
ヨシオ友人
演 - 眉村ちあき

### ゲスト（シーズン3）
ケイタ
演 - 稲垣吾郎
アカネ
演 - MEGUMI
タカシ
演 - 鈴木慶一（ムーンライダーズ）

## スタッフ
- 企画 - 橋爪駿輝
- チーフプロデューサー - 小林有衣子（S1）
- エグゼクティブプロデューサー - 石井浩二、下川猛（S2・S3）
- プロデューサー
  - S1 - 野村梓二
  - S2・S3 - 鹿内植、小林有衣子（イースト・ファクトリー）
- 脚本 - 清水康彦
- 主題歌 - 細野晴臣「恋は桃色」（ビクター/スピードスター）[注 1]
- 挿入歌
  - S2 - グソクムズ「ユメのはじまり。」[3]
  - S3 - グソクムズ「いっつも」（ソニー・ミュージックレーベルズ）
- 音楽 - 細野晴臣、香田悠真
- 撮影 - 川上智之
- 照明 - 佐伯琢磨
- 監督
  - S1 - 清水康彦、大内田龍馬
  - S2・S3 - 清水康彦
- 制作 - EAST FACTORY INC.
- 制作著作 - フジテレビジョン

## 放送日程

### season1
| 放送回 | 放送日  | 監督       |
| ------ | ------- | ---------- |
| 第1話  | 1月17日 | 清水康彦   |
| 第2話  | 1月24日 | 大内田龍馬 |
| 第3話  | 1月31日 | 大内田龍馬 |
| 第4話  | 2月07日 | 清水康彦   |
| 最終話 | 2月14日 | 清水康彦   |

### season2
| 放送回 | 放送日  | サブタイトル                                                      |
| ------ | ------- | ----------------------------------------------------------------- |
| 第1話  | 2月09日 | ヨシオおかえり 大物歌手・サエキ と マネージャー・クドウ その1     |
| 第2話  | 2月16日 | 大物歌手・サエキ と マネージャー・クドウ その2 東京のヒカリちゃん |
| 第3話  | 2月23日 | 東京のヒカリちゃんがやって来た                                    |
| 第4話  | 3月01日 | ヒカリの告白 シロウという名の男                                   |
| 第5話  | 3月08日 | ハルいってらっしゃい                                              |

### season3
| 放送回 | 放送日  | サブタイトル                             |
| ------ | ------- | ---------------------------------------- |
| 第1話  | 1月30日 | 季節の到来 ケイタの襲来 アカネとの出会い |
| 第2話  | 2月06日 | ケイタの強襲 アカネとの密会              |
| 第3話  | 2月13日 | ケイタと対決 アカネと焼芋                |
| 第4話  | 2月20日 | ヨシオの決意 アカネのスナック            |
| 最終話 | 2月27日 | ヒカリの再来 シロウの誕生会              |